# مونتاله
مونتاله (به ایتالیایی: Montale) یک کومونه در ایتالیا است که در استان پیستویا واقع شده‌است.

## خصوصیات
مونتاله ۳۲٫۰۲ کیلومترمربع مساحت و ۱۰٬۶۳۷ نفر جمعیت دارد و ۸۵ متر بالاتر از سطح دریا واقع شده‌است.

## خواهرخوانده
شهرهای واراژدین، تیفاریتی و سانلیس خواهرخوانده‌های مونتاله هستند.